# 조윤옥
조윤옥(趙潤玉, 1940년 2월 25일~2002년 6월 22일)은 대한민국의 전직 축구 선수 및 축구 감독으로 현역 시절 포지션은 공격수였는데 2002년 한일월드컵 8강전에서 한국이 스페인을 꺾고 4강 진출이 확정되던 날 지병으로 세상을 떠났다.

## 클럽 경력
경희대학교에 입학하자마자 육군 특무부대 축구단으로 스카우트되어 활동했고이후 제일모직 축구단에서 활동했으며 1962년부터 1968년까지는 대한중석 축구단 소속으로 활동했다.

## 국가대표팀 경력
1960년 AFC 청소년 축구 선수권 대회에 참여하는 대한민국 U-20 축구 국가대표팀에 차출되었으며 대회 결승전에서 멀티골을 넣으며 팀의 4-0 대승에 일조했다. 그리고 성인 국가대표팀에는 이보다 이른 1959년 8월 30일에 열린 베트남과의 메르데카컵 국제축구대회에서 데뷔전을 치렀으며 1960년 AFC 아시안컵에도 참여하여 1차전 경기인 베트남과의 경기에서 멀티골을 넣었으며 2차전 이스라엘과의 경기에서도 멀티골을 넣으며 팀의 2연승을 이끌었다. 그리고 이 대회에서 4골을 넣으며 대회 득점왕에 올랐고 팀은 조윤옥의 이러한 활약 속에 아시안컵 2회 연속 우승에 성공했다. 또한 1962년 아시안 게임에도 참가한 조윤옥은 대회 전 경기에 출전하여 일본전에서 득점을 기록하며 팀의 은메달 획득의 발판을 마련했으며 1964년 하계 올림픽 축구 대표팀에도 차출되어 2경기에 출전했다. 그리고 1965년 메르데카컵의 전 경기에 출전하여 대만과의 결승전에서 득점을 기록하며 팀의 공동 우승에 일조했다.

## 지도자 경력
선수 은퇴 이후 1963년부터 1971년까지 8년동안 포항 스틸러스의 코치로 활동하였고 이후 1982년 통진고등학교 축구부 감독으로 지내기도 했으며1983년에는 대한민국 축구 국가대표팀 A팀의 감독을 맡았다. 그리고 1984 시즌을 앞두고 부산 아이파크의 감독을 맡아 팀의 리그 우승을 지휘했고 1989년에는 친정팀 포항의 감독 대행을 맡아 팀의 리그 4위를 이끌었다.

## 수상

### 팀
- 대한민국 U-20
  - AFC 청소년 축구 선수권 대회 우승: 1960

- 대한민국
  - AFC 아시안컵 우승: 1960
  - 메르데카컵 우승: 1960, 1965, 1967
  - 아시안 게임 은메달: 1962

### 개인
- AFC 아시안컵 득점왕: 1960